# ゲルマ
ゲルマ(アラビア語：ڨالمة(ɡelmæ)はアルジェリア北東部のゲルマ県の県都。
地中海まで65kmの距離に位置する。
ヌミディアの古代都市のカラマと同じ場所に有る。

## 歴史

### フェニキア～オスマン帝国

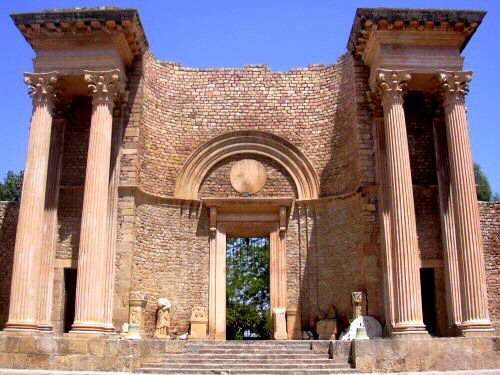
ゲルマのローマ劇場

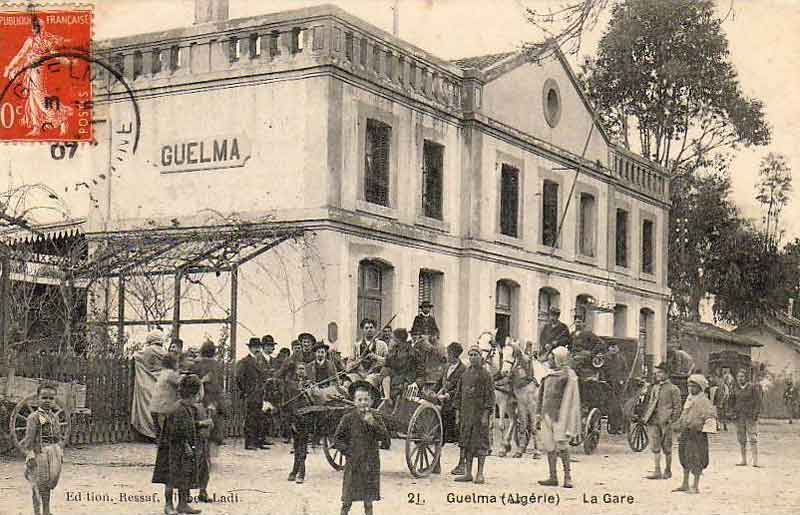
ゲルマ駅の前の人々(19世紀の絵葉書)

最初にフェニキア人が町を築き、「マラカ」と名付けた。
フェニキア語で「塩」を意味する。
共和政ローマが入植し、「カラマ」と名付け、ヌミディア属州に編入した。
キリスト教の普及と共にカラマは反映した。
聖Possidiusが5世紀に司教を務めた。
ヴァンダル族が侵入・破壊した。
東ローマ帝国が城壁を築き、アフリカ司教管区に編入した。
ムスリムの入植後、都市の規模は縮小された。
オスマン帝国が統治した。

### フランス植民地
1836年11月10日、Bertrand Clausel将軍率いるフランス軍がコンスタンティーヌからアンナバに進軍する途中で、放棄されたカラマ遺跡を発見した。
同年ゲルマ市が設置され、フランス領アルジェリアに組み込まれた。

1854年6月17日、コミューン(基礎自治体)が設置された。
ゲルマはカラマ遺跡の周辺で急速に発展した。
最初は東ローマ帝国の城壁の中が修復され、後に壁の外まで進んだ。
東西方向に鉄道も通った。
1905年、M. Joly市長時代にローマ劇場が修復された。
フランスの植民地の方針により、多くのヨーロッパ人が住んだ。
1945年5月8日、セティフ・ゲルマ虐殺が起きた。

### 独立

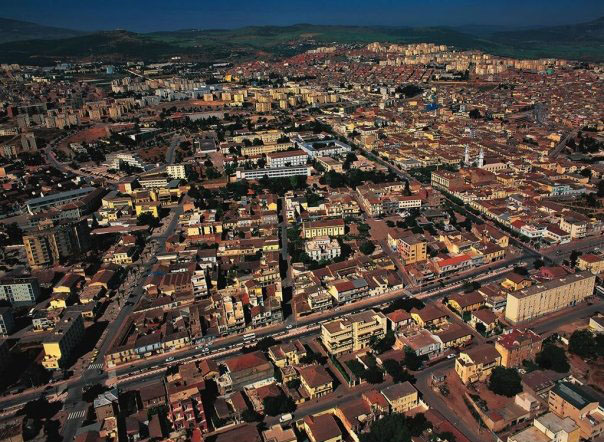
ゲルマ

1954年～1962年のアルジェリア戦争を経て、アルジェリアは独立した。
ヨーロッパ人とユダヤ人は退去し、シナゴーグと教会はモスクに建て替えられた。
人口は急速に増加した。

## 地理と気候
ゲルマは主要な農業地帯の中心に位置する。

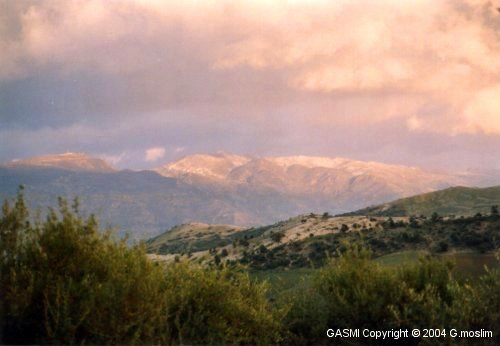
雪に覆われたMaouna山

標高は290mで、Maouna山、Dbegh山、Houara山に囲まれる。
Seybouse川と大きなダムの灌漑によって、肥沃な土地になった。
アルジェリア北東部の交通の要衝で、沿岸部のアンナバ県・エル・タルフ・スキクダと、内陸部のコンスタンティーヌ県・Oum El Bouagui・スーク・アフラースを結ぶ。

## 産業
自転車、モペッド(ペダル付オートバイ)、製糖、陶器、缶、セモリナ製粉が盛んである。

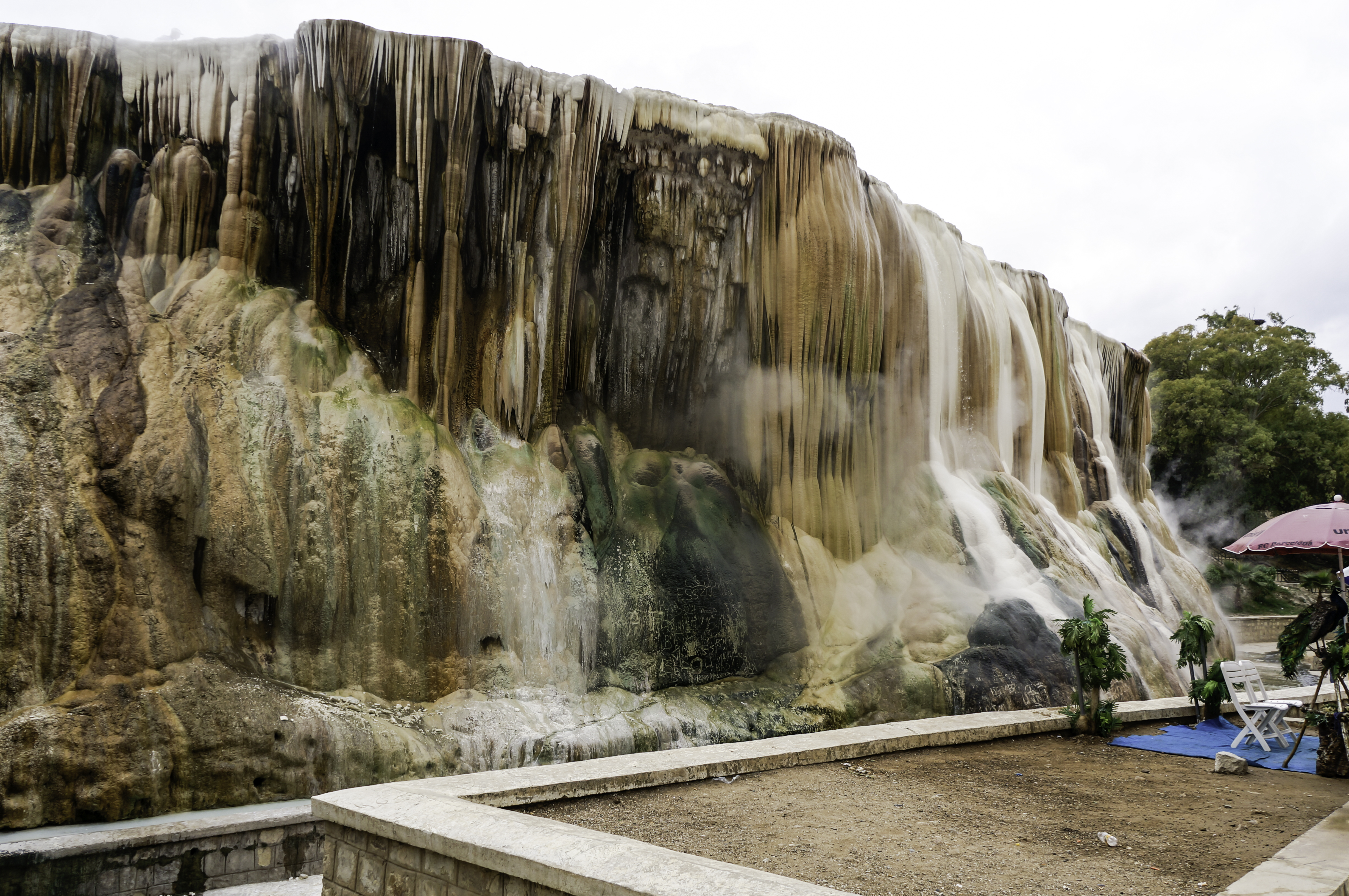
温泉

伝統的な編み物と陶器でも知られている。

## スポーツ
3つのサッカーチームが有る。

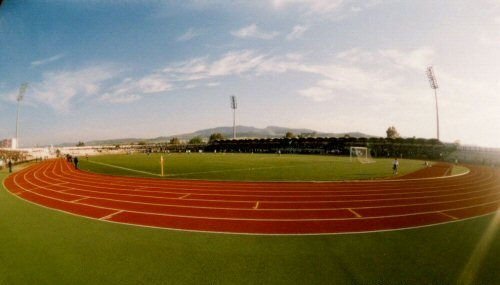
ゲルマ五輪競技場

- Espérance Sportive de Guelma(略称：ES Guelma)(1939年～)
- The Olympic Football Guelma(1947年～)
- L'Ettardji Sarri Madinet Guelma(1977年～)

## 著名人
- カテブ・ヤシーン(كاتب_ياسين)(1929年～1989年)：作家。
- ウアリ・ブーメディエン（英語版）( هواري بومدين)(1932年～1978年)：アルジェリア民主人民共和国初代革命評議会議長・2代目大統領。